# 多布林
50°42′1″N 28°47′30″E / 50.70028°N 28.79167°E
多布林（烏克蘭語：Добринь），是烏克蘭北部的村莊，隸屬日托米爾州的日托米爾區。該村處於特羅斯佳尼齊亞河畔，始建於十九世紀，面積13.19平方公里，2001年人口420。